# Cerro del Chiquihuite (Aguascalientes)

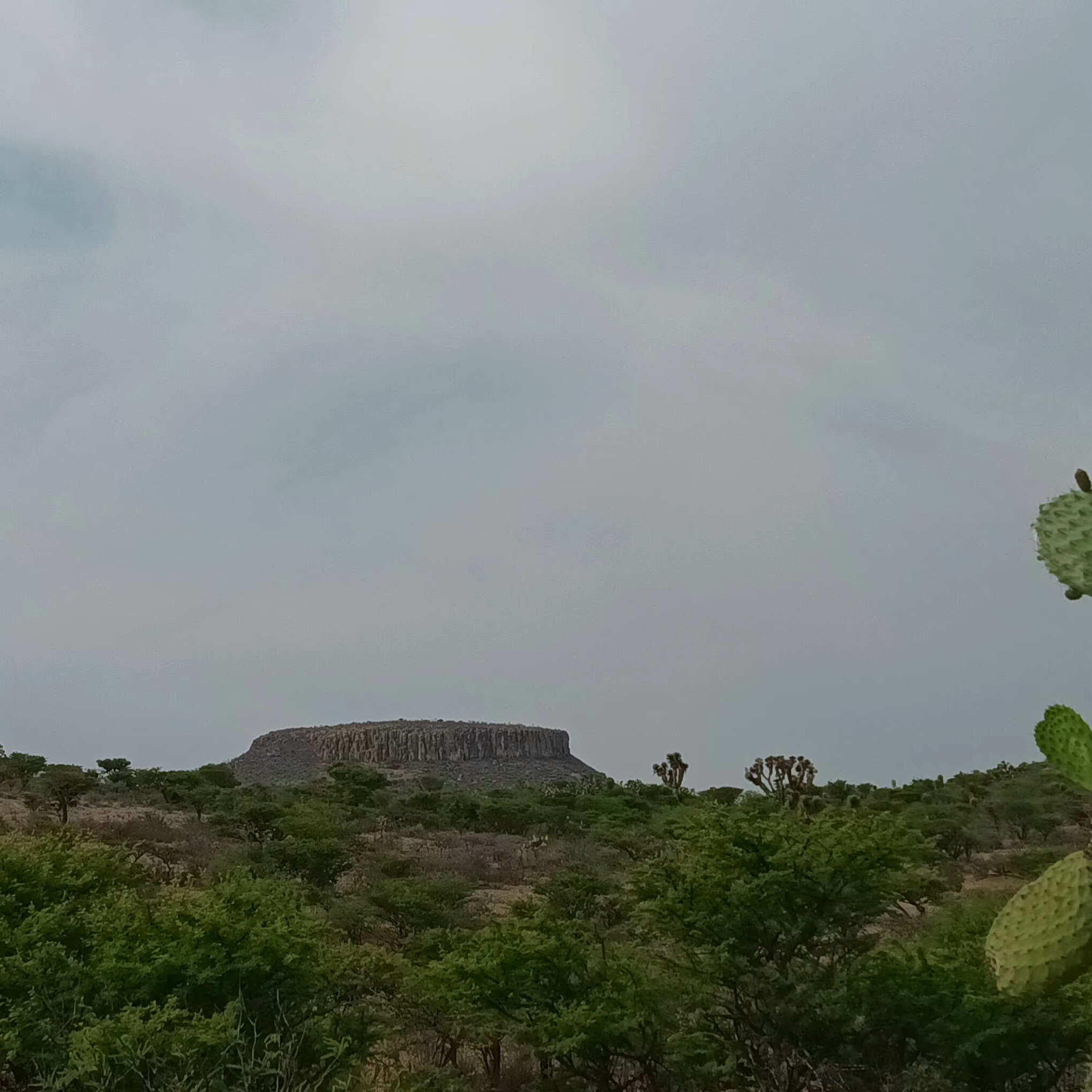
Cerro del Chiqihuite desde la carretera 113 que desemboca al ejido Adolfo López Mateos

El Cerro del Chiquihuite, también conocido como Cerro bola o Cerro redondo, es un conjunto de lomeríos y cerritos que se encuentra en el municipio de Asientos, Aguascalientes. Estos cerros conforman el paisaje típico de los municipios y localidades que lo rodean siendo un símbolo con importancia biológica, cultural, paleontológica, ecológica, turística y ambiental para las personas que habitan a sus alrededores por su asociación con leyendas como la de la existencia de un tesoro ubicado en sus entrañas, hallazgos arqueológicos de vestigios prehispánicos y su riqueza natural característica de la Mesa Central del territorio de Aguascalientes.
Tiene una elevación máxima de 2086 m sobre el nivel del mar, con una altitud máxima de 142 sobre el nivel del suelo.

## Etimología
El cerro del Chiquihuite, también llamado Cerro bola ubicado entre los municipios de Asientos y Pabellón de Arteaga en Aguascalientes México, es un relieve montañoso nombrado así por su semejanza con un chiquihuite o canasto volteado que deriva de su peculiar cúspide en forma de meseta.

## Ubicación geográfica y acceso
El área es territorio de los ejidos Zoyatal, Conejal, Norias de Paso Hondo, Calvillito, El Coton, Cañada Honda, Amapolas del Río, Tepetate, Gorriones, El Chiquihuite, entre otros y también hay propiedad privada y ejidal. 
Se puede llegar por medio de la carretera que conecta a San Francisco de Los Romo con Luis Moya, de la cual se toma un entronque a la comunidad de López Mateos y que sigue hasta las comunidades de Gorriones y El Tepetate. Cubre una superficie de 1,139 has. 

### Latitud
22° 5' 29" N

### Longitud
102° 11' 59" O

### Clima
Clima frío semiárido.

## Vegetación
El espacio presenta características de un matorral espinoso, aunque con un suelo desprovisto de vegetación herbácea dada la influencia del ganado que pasta en el área. 
En el área predominan los nopales, huizaches y el garruño y en menor densidad los mezquites, el varaduz y el palo blanco. Entre las herbáceas dominan las gramíneas, el zacate y el ansillo.

## Fauna
Este sistema de lomeríos alberga poblaciones significativas de mamíferos, sobre todo lagomorfos entre los que destacan la liebre cola negra (Lepus californicus), el conejo (Sylvilagus audobonii), así como coyotes (Canis latrans), zorra gris (Urocyon cinereoargenteus) y cacomixtle (Bassariscus astutus); del grupo de las aves predominan los cuervos (Corvus corax), las auras (Cathartes aura), el cernícalo (Falco sparverius), el caracara (Caracara plancus), la matraca (Campyllorhynchos bruneicapillus); de los reptiles predominan la serpiente de cascabel (Crotalus spp.), el lagartijo escamoso (Sceloporus spp.) y de los anfibios la ranita verde (Hyla eximia) y el sapo (Bufo spp.).

## Leyendas
Se dice por habitantes del ejido Adolf López Mateos, que entre el pueblo de Pabellón de Arteaga y el Cerro del Chiquihuite atraviesa el llamado camino zacatecano donde los arrieros que cruzaban por ahí eran asaltados por rateros que tenían su escondite en el centro del cerro, al que accedían a través de una puerta ubicada en el norte del mismo. Se cuenta que su interior alberga caballerizas, montones de billetes y montones de maíz. 
Hasta ahora la única persona de la que se narra que ha logrado entrar, fue una curandera de Gorriones, que fue conducida de ida y vuelta con los ojos vendados al lugar con el fin de curar a uno de los ladrones que había enfermado, sin embargo, no pudo observar nada de lo que guardaban en el interior. Actualmente en ocasiones, algunos grupos de personas recorren el cerro con la intención de encontrar este tesoro del que se cuenta.
En el 2019 fue identificado por Google Earts como una “Ovni pista”.